# Inger Palselius
Inger Agda Hillevi Palselius, född 8 september 1933, död 28 september 2011 i Askims församling, Västra Götalands län var Sveriges första stomiterapeut. Hon deltog i arbetet med att skapa Sveriges första utbildning för stomiterapeuter.

## Biografi
Palselius utbildade sig om rehabilitering av patienter efter stomi år 1973 vid Cleveland Clinic i Ohio, USA. När Palselius kom tillbaka till Sverige var hon den enda i landet med utbildning som stomiterapeut. Palselius engagerade sig i arbetet för att skapa en liknande utbildning i Sverige och tog tillsammans med professor Leif Hultén initiativet till Skandinavisk skola för utbildning av stomiterapeuter vid Göteborgs universitet. Den första kursen gavs 1980, med namnet "Stomivård och rehabilitering".
Palselius arbetade som stomiterapeut vid Sahlgrenska universitetssjukhuset från 1974 fram till sin pension 1997.

### Böcker
- Stomivård : teori och praktik. Leif Hultén, Inger Palselius, Ina Berndtsson (1983) ISBN 91-630-8887-8

### Artiklar
- "Comparison of ileostomists' sexual life before and after conversion to continent ileostomy". Helge Myrvold, Lars Nilsson, Inger Palselius, Nils Kock. World Journal of Surgery (1981) Vol.5(5), s. 751-751
- "Sexual adjustment in ileostomy patients before and after conversion to continent ileostomy". L. Nilsson, N. Kock, F. Kylberg, H. Myrvold, I. Palselius. Diseases of the Colon & Rectum (1981) Vol.24(4), s. 287-290
- "Gynaecological problems related to anatomical changes after conventional proctocolectomy and ileostomy". M. Wikland, I Jansson, M. Asztély, I. Palselius, G Svaninger, O. Magnusson, L. Hultén. International Journal of Colorectal Disease (1990) Vol.5(1), s. 49-52

### Övrigt
- Den kontinenta ileostomin. Helge E Myrvold, Inger Palselius, Nils G Koc. Kirurgiska kliniken II, Sahlgrenska sjukhuset (1982) Libris-id: 335594
- Till dig med ileostomi. Leif Hultén, Inger Palselius. Kirurgiska kliniken II, Sahlgrenska sjukhuset, Caslon press (1986) Libris-id 568778
- Till dig med kolostomi. Leif Hultén, Inger Palselius. Kirurgiska kliniken II, Sahlgrenska sjukhuset, Caslon press (1986) Libris-id: 568780